# HTBLVA Graz-Ortweinschule
L'HTBLVA Graz-Ortweinschule (HTBLA signifiant "Institut fédéral supérieur technique d'enseignement et de recherche") est un lycée technique supérieur situé à Graz (Styrie). Il reçoit des élèves âgés de 14 à 19 ans souhaitant se spécialiser dans l'ingénierie civile, l'art et le design. C'est aujourd'hui une école associée à l'UNESCO, et au programme  ERASMUS.

## Histoire
L'archiduc Johann fonda une association professionnelle qui mit en place en 1837 au musée universel de Joanneum une classe de dessin pour les menuisiers, ferronniers, maçons et charpentiers. Une "école d'hiver" fut ensuite mise en place pour les conducteurs de travaux et chefs de chantier. En 1872, l'association professionnelle fonda l'Association de l'industrie artistique styrienne dans le bâtiment Schießstatt de la Pfeifengasse, qui deviendra plus tard l'Ortweinplatz. Le bâtiment dSchießstatt fut ensuite largement reconstruit et en 1876, l'école, dirigée par August Ortwein (de) fut élevée au statut d'école professionnelle d'État (Staatsgewerbeschule (de). Une école annuelle pour le génie civil et la bâtiment fut créée à côté de l'école d'hiver. Prenant en charge les départements d'ingénierie mécanique et électrique, une autre école fut créée en 1919, la Höhere technische Bundeslehr- und Versuchsanstalt Graz-Gösting (de). L'École professionnelle d'État fut quant à elle rebaptisée École fédérale de la construction et des arts et métiers. De 1926 à 1932, un nouveau bâtiment scolaire a été construit sur l'Ortweinplatz selon les plans de l'architecte Adolf von Inffeld (de). Depuis 1987, l'école est située dans de nouveaux bâtiments dans la Körösistraße au nord de Graz, à côté du BRG Körösi, au coin de la Ortweingasse.

## Enseignements
- Département supérieur de l'ingénierie des structures
  - Construction de bâtiments
  - Génie civil
  - Construction en bois
  - Industrie de la construction
- Département supérieur de l'art et du design 
  - Conception graphique et communication
  - Cinéma et art multimédia : Film und MultimediaArt (Ortweinschule Graz) (de)
  - Photographie et art multimédia
  - Aménagement intérieur, aménagement des espaces et des objets
  - Présentation de la conception du produit
  - Sculpture. Conception d'objet. Restauration
  - Artisanat d'art en céramique
  - Bijoux en métal

## Effectifs
L'école reçoit plus de 1600 étudiants et emploie plus de 220 personnes.

## Apport
Grâce à leur prof de physique Rudolf Ziegelbecker, des élèves ont réalisé des « un pont en papier capable de porter jusqu'à 1.6 tonne, des bateaux suffisamment légers pour flotter sur du gaz de CO2, des bateaux en papier innovants pouvant porter plusieurs kilos bien qu'ils ne pèsent que 10 grammes; concevoir une centrale hydroélectrique viable pour la rivière locale, ainsi qu'un véhicule aérodynamique (en forme de poisson) qu'ils ont testé en soufflerie faite-maison... ». Ils ont aussi créé une gyromobile et un robot-chat qui retombe toujours sur ses pattes.

## Anciens directeurs
- 1876–1879 : August Ortwein (de)
- 1879-1902 : Carl Lauzil (de)
- 1902-1911 : August Gunolt (de)
- 1919-1934 : Adolf von Inffeld (de)
- 1934-1935 : Ferdinand Pamberger (de)
- 1935-1938 : Eduard Populorum
- 1940-1945 : Rudolf Hofer (Architekt) (de)
- 1956–1974 : Otto Pilecky
- 1974–1991 : Horst Altenburger
- 1991–1993 : Peter Trummer
- 1993–2012 : Reinhold Neumann
- 2012 : Friederike El-Heliebi
- 2012- :  Manfred Kniepeiss

## Anciens élèves et professeurs
- Maria Biljan-Bilger
- Erwin Bohatsch
- Hans Brandstetter
- Günter Brus
- Franz Dampfhofer
- Karl Fischl
- Wilhelm Gösser
- Marion Kreiner
- Monika Martin
- Franz Leopold Schmelzer
- Werner Schwab
- Soap&Skin
- Markus Wilfling